# ریوسوکه اوتومو
ریوسوکه اوتومو (ژاپنی: 大友 竜輔؛ زادهٔ ۲۴ مهٔ ۲۰۰۰) یک بازیکن فوتبال اهل ژاپن است.
از باشگاه‌هایی که در آن بازی کرده‌است می‌توان به باشگاه فوتبال مونتدیو یاماگاتا و باشگاه فوتبال آزول کلارو نومازو اشاره کرد.